# 南船五
南船五（β Car / 船底座β）是船底座第二亮星，也是全天最亮的恒星之一，视星等为+1.68。它是广为人知的南极星群钻石十字中最亮的恒星，位于该星群的西南端。南船五英文俗名Miaplacidus，意为“平静的水”。它位于行星状星云IC 2448附近。
南船五的俗名Miaplacidus在1856年出版的Elijah Hinsdale Burritt绘制的星图Geography of the Heavens中首次出现。其含义及语言起源数十年来都是一个谜，直到一个伟大的星名学者、专家William Higgins推测该名似乎来源于两种语言的混合：阿拉伯语مياه  miyāh ，意为“水”以及拉丁语placidus，意为“平静的”。